# Nathan Gelbart

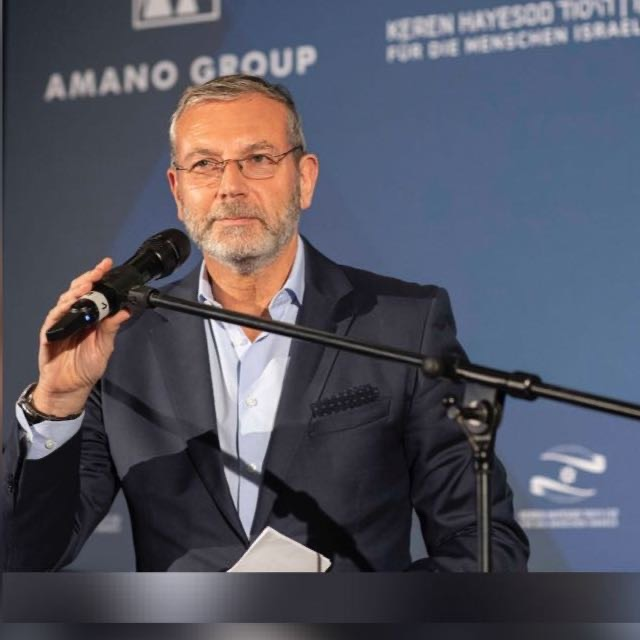
Norman Nathan Gelbart, Oktober 2021

Norman Nathan Gelbart (geb. 12. April 1966 in Frankfurt am Main) ist Rechtsanwalt in Berlin und Tel Aviv und Gründer und geschäftsführender Gesellschafter der Rechtsanwälte-Kanzlei Gelbart Legal. Darüber hinaus war er langjährig bis 2018 Vorsitzender von Keren Hayesod Deutschland (Nachfolger: Sammy Endzweig). Bis 2015 war er Richter am Oberen Schieds- und Verwaltungsgericht des Zentralrates der Juden in Deutschland.

## Leben

### Laufbahn
Gelbart studierte Rechtswissenschaften an der Johann Wolfgang Goethe-Universität in Frankfurt am Main und an der Johannes Gutenberg-Universität in Mainz. Er ist seit 1996 in Deutschland und seit 2014 in Israel als Rechtsanwalt zugelassen. Von 1996 bis 2006 war er in seiner Berliner Gemeinschaftskanzlei Gelbart & Nicklass tätig. Von 2006 bis 2016 war er für die Wirtschaftskanzlei Fritze Wicke Seelig in Berlin und Tel Aviv tätig, ab 2013 als geschäftsführender Partner. Von 2016 bis 2020 war er Partner in der Praxisgruppe Immobilienrecht bei PricewaterhouseCoopers Legal. Seit 2020 ist er geschäftsführender Gesellschafter von Gelbart Legal mit Kanzleien in Berlin und Tel Aviv.

### Mitgliedschaft in Organisationen
Von 2006 bis 2018 war Gelbart Deutschlandvorsitzender von Keren Hayesod Deutschland, seitdem ist er Berliner Vorsitzender und stellvertretender Deutschland-Vorsitzender. Bis 2015 war er auch Richter am Oberen Schieds- und Verwaltungsgericht des Zentralrates der Juden in Deutschland. Gelbart war auch Mitglied des European Jewish Parliament (EJP; ehemals European Jewish Union – EJU) und ist derzeit Mitglied im Board of Governors bei der IJL International Association of Jewish Lawyers and Jurists sowie im Board of Governors bei der Jewish Agency for Israel.

### Prominente Fälle (Auswahl)
Als Rechtsanwalt vertrat Gelbart beispielsweise, gemeinsam mit Peter Zuriel, den Fußballprofi Jérôme Boateng. Im September 2021 wurde Boateng vom Amtsgericht München in erster Instanz wegen Körperverletzung an seiner ehemaligen Lebensgefährtin und der Mutter seiner Töchter, Sherin S., zu einer Geldstrafe von 60 Tagessätzen je 30.000 Euro, also insgesamt 1,8 Mio. Euro, verurteilt. Der Vorfall hatte sich im Juli 2018 während eines gemeinsamen Karibikurlaubs ereignet. Gegen das Urteil legten Boateng, die Staatsanwaltschaft und die Nebenklage Berufung ein. Die Berufungsverhandlung begann am 20. Oktober 2022 vor dem Landgericht München I. Das Berufungsgericht verurteilte Boateng wegen Körperverletzung in zwei Fällen und verhängte eine Geldstrafe von 120 Tagessätzen zu je 10.000 Euro, also insgesamt 1,2 Millionen Euro. Hiergegen legten sowohl Boateng als auch die Staatsanwaltschaft Revision ein. Das Urteil wurde im September 2023 aufgehoben, nachdem das Bayerische Oberste Landesgericht Verfahrensfehler im Berufungsverfahren festgestellt hatte. So war der Richter an der Ablehnung eines gegen ihn selbst gerichteten Befangenheitsantrags beteiligt. Der Revision der Staatsanwaltschaft wurde ebenfalls stattgegeben, da nach Auffassung des Bayerischen Obersten Landesgerichts nicht genau genug geprüft wurde, ob auch eine gefährliche Körperverletzung stattgefunden hat. Mit der Aufhebung des Urteils wurde das Verfahren an das Landgericht München I zurückverwiesen. Dort hat am 14. Juni 2024 ein neues Hauptverfahren gegen Boateng begonnen, das am 19. Juli 2024 mit einer Verwarnung mit Strafvorbehalt endete.
Im Zuge der Wahl zur Repräsentantenversammlung der Jüdischen Gemeinde zu Berlin im September 2023 hat die ehemalige Vorsitzende der Gemeinde, Lala Süsskind, anwaltlich vertreten durch Gelbart, Klage beim Gericht des Zentralrats der Juden in Deutschland eingereicht, da sie nach der neuen Wahlordnung mit 77 Jahren nicht mehr erneut kandidieren darf und die neue Wahlordnung der Jüdischen Gemeinde zu Berlin für rechtswidrig hält. Das Gericht untersagte daraufhin der Gemeinde per Einstweiliger Anordnung die Durchführung der Wahlen nach der auch aus Sicht des Gerichts rechtswidrigen Wahlordnung. Die Jüdische Gemeinde hielt sich nicht an die gerichtliche Anordnung, da sie das Gericht beim Zentralrat der Juden für nicht zuständig erachtet. Derzeit liegt der Fall beim Landgericht Berlin in Zivilsachen. Süsskind begehrt dort die Feststellung der Unwirksamkeit der Wahl und der Bestellung des Vorstandes sowie die Verpflichtung zur Abhaltung von Wahlen nach der vorherigen Wahlordnung.
Im Februar 2024 suggerierte die Autorin Deborah Feldman auf Instagram und Twitter, mehrere in der Öffentlichkeit stehende Personen seien nicht jüdisch. Daraufhin klagte die Schriftstellerin Mirna Funk in einem Eilverfahren, anwaltlich vertreten durch Gelbart. In einer von vielen Stories hatte Feldman die Zugehörigkeit der Klägerin zum Judentum in Frage gestellt und erklärt „die Frau ist eine einzige Lüge“. Im April 2024 versuchte das Landgericht Berlin zunächst zu einer außergerichtlichen Einigung zu kommen. Das Gericht untersagte schließlich Feldman per einstweiliger Verfügung unter Androhung eines Ordnungsgeldes und einer Ordnungshaft, dass Feldman zukünftig Funks Zugehörigkeit zum Judentum weder in Frage stellen noch leugnen sowie Funk als „einzige Lüge“ bezeichnen dürfe. Gelbart erwirkte darüber hinaus im November 2023 für Chabad Berlin vor dem Landgericht Berlin einstweilige Verfügungen gegen Feldman sowie gegen ihren Verleger Penguin Random House aufgrund unwahrer Tatsachenbehauptungen in ihrem Buch Judenfetisch. Die betreffenden Passagen mussten in weiteren Ausgaben aus dem Buch genommen werden.
Im November 2021 wurde der deutsch-israelische Psychologe und Autor Ahmad Mansour von einem Politiker der Partei Die Linke auf Twitter als „rassistischer Islamhasser“ bezeichnet. Mit Urteil vom April 2022 hat das Landgericht Berlin II Mansour, anwaltlich vertreten durch Gelbart, im Wege einer Einstweiligen Verfügung einen Anspruch auf Unterlassung der diffamieren den Äußerung zugestanden. Die Berufung des Antragsgegners blieb erfolglos.
2017 vertrat Gelbart den SV Babelsberg 03 (SVB 03) in einer Sache gegen den Nordostdeutschen Fußballverband (NOFV), der Ausschreitungen und verbundene Spielunterbrechungen bei einem Spiel des SVB 03 am 28. April 2017 gegen den FC Energie Cottbus im Karl-Liebknecht-Stadion vorausgingen. Im Gästeblock waren ca. 100 Rechtsradikale versammelt, die die Arme zum Hitlergruß streckten und mit dem Ruf „Arbeit macht frei. Babelsberg 03“ sowie „Zecken, Zigeuner und Juden“ pöbelten. Ein SVB 03-Fan erwiderte mit dem Ruf „Nazischweine raus!“ und auf beiden Fanseiten flogen Feuerwerkskörper. Beide Vereine erhielten Geldstrafen, wobei die des FC Energie nach dessen Protest erheblich abgemildert wurde. Ein Berufungsverfahren auf Antrag des SVB 03 wurde wie auch ein folgender Antrag auf Wiederaufnahme des Verfahrens vom NOFV wegen eines angeblichen Formfehlers abgelehnt.
Vor dem Landgericht München I verteidigte Gelbart 2016 Charlotte Knobloch im Prozess gegen den jüdischen Publizist Abraham Melzer, dem sie nachsagte, er sei „für seine antisemitischen Äußerungen regelrecht berüchtigt“, woraufhin Melzer sie wegen Beleidigung und Verleumdung verklagt hatte.
Gelbart vertrat darüber hinaus 2008 erfolgreich den TuS Makkabi Berlin gegen die VSG Altglienicke, nachdem bei einem Spiel der zweiten Mannschaften Altglienicker Zuschauer mit antisemitischen Parolen gegen die Makkabi-Spieler gepöbelt hatten. Der Streit sorgte deutschlandweit für Schlagzeilen.
Ebenfalls für Schlagzeilen sorgte der Fall, in dem die Fluggesellschaft Kuwait Airways aufgrund des umstrittenen „Einheitsgesetzes zum Israel-Boykott“ des Emirats Kuwait einen Israeli als Passagier ablehnte, der von Gelbart im Verfahren vor dem Landgericht Frankfurt am Main vertreten wurde. Darüber hinaus vertrat Gelbart auch Hinterbliebene des Flugzeugabsturzes von Germanwings 9525 im Jahr 2015 sowie israelische Opfer des Terroranschlags auf den Berliner Weihnachtsmarkt an der Gedächtniskirche im Jahr 2016.
Gelbart ist mit Henryk M. Broder befreundet und vertrat diesen in verschiedenen Verfahren gegen die Publizistin Evelyn Hecht-Galinski: Broder musste sich von dieser zwar „Pornoverfasser“ nennen lassen, durfte seinerseits in seiner Kritik an ihr aber den Begriff „antisemitisch“ verwenden.

### Künstlerberatung
Im Februar 2020 initiierte Gelbart drei Solo-Konzerte des israelischen Songwriters Idan Raichel unter dem Programmnamen Piano-Songs in Berlin, München und Frankfurt am Main.

### Autorentätigkeit
Gelbart verfasste diverse Beiträge im Journalistenblog Achgut – Die Achse des Guten und in der Jüdischen Allgemeinen.

### Privatleben
Gelbart lebt in Berlin und Tel Aviv, ist verheiratet und hat vier Kinder.

## Fernsehdarstellerrollen
- 2011: Entweder Broder – Die Deutschland-Safari: Guck mal, wer die Erde rettet (Serienfolge; Regie Claudio Schmid, Joachim Schroeder und Tobias Streck)
- 2012: München 72 – Das Attentat (Fernsehfilm; Regie Dror Zahavi)[43]

## Auszeichnungen
Für die Jahre 2019 bis 2023 zählt Gelbart jeweils als einer der „besten Anwälte Deutschlands“ im Rechtsgebiet Medien- und Urheberrecht, die von dem US-amerikanischen Verlag Best Lawyers in Zusammenarbeit mit dem Handelsblatt ermittelt wurden.